# United Kingdom Championship Tournament 2017
Het United Kingdom Championship Tournament 2017 was een tweedaags toernooi in het professioneel worstelen en een WWE Network-evenement dat georganiseerd werd door WWE. De eerste ronde vond plaats op 14 januari 2017 en de finales de dag erna. Het toernooi vond plaats in het Empress Ballroom in Blackpool (Engeland). Tyle Bate won het toernooi en werd de inaugurele WWE United Kingdom Champion.

## Achtergrond
Op een persconferentie in The O2 Arena op 15 december 2016 kondigde Paul "Triple H" Levesque aan dat er een toernooi voor 16 man aanstaande was om het inaugurele WWE United Kingdom Championship te bekronen. Het toernooi werd gehouden op 14 en 15 januari 2017 en werd rechtstreeks uitgezonden op WWE Network. Het kampioenschap was bedoeld als het topkampioenschap van een nieuwe WWE Network-show, geproduceerd in het Verenigd Koninkrijk. Het WWE United Kingdom Championship werd later het topkampioenschap van de NXT UK brand.

## Matches
| Nr. | Match                                               | Winnaar(s)               | Opmerkingen          | Bron  |
| --- | --------------------------------------------------- | ------------------------ | -------------------- | ----- |
| 1D  | Chris Tyler & Jack Starz vs. Ringo Ryan & Tiger Ali | Chris Tyler & Jack Starz | Tag team dark match. | [ 4 ] |
| 2   | Trent Seven vs. HC Dyer                             | Trent Seven              | Eerste ronde.        | [ 4 ] |
| 3   | Jordan Devlin vs. Danny Burch                       | Jordan Devlin            | Eerste ronde.        | [ 4 ] |
| 4   | Sam Gradwell vs. Saxon Huxley                       | Sam Gradwell             | Eerste ronde.        | [ 4 ] |
| 5   | Pete Dunne defeated Roy Johnson                     | Pete Dunne               | Eerste ronde.        | [ 4 ] |
| 6   | Wolfgang vs. Tyson T-Bone                           | Wolfgang                 | Eerste ronde.        | [ 4 ] |
| 7   | Joseph Conners vs. James Drake                      | Joseph Conners           | Eerste ronde.        | [ 4 ] |
| 8   | Mark Andrews vs. Dan Moloney                        | Mark Andrews             | Eerste ronde.        | [ 4 ] |
| 9   | Tyler Bate vs. Tucker                               | Tyler Bate               | Eerste ronde.        | [ 4 ] |

| Nr. | Match                                               | Winnaar(s)            | Opmerkingen                                                 | Bron  |
| --- | --------------------------------------------------- | --------------------- | ----------------------------------------------------------- | ----- |
| 1D  | Saxon Huxley & Tucker vs. Dan Moloney & Nathan Cruz | Saxon Huxley & Tucker | Tag team dark match.                                        | [ 4 ] |
| 2   | Pete Dunne vs. Sam Gradwell                         | Pete Dunne            | Kwartfinale.                                                | [ 4 ] |
| 3   | Mark Andrews vs. Joseph Conners                     | Mark Andrews          | Kwartfinale.                                                | [ 4 ] |
| 4   | Wolfgang vs. Trent Seven                            | Wolfgang              | Kwartfinale.                                                | [ 4 ] |
| 5   | Tyler Bate vs. Jordan Devlin                        | Tyler Bate            | Kwartfinale.                                                | [ 4 ] |
| 6   | Pete Dunne defeated Mark Andrews                    | Pete Dunne            | Halve finale.                                               | [ 4 ] |
| 7   | Tyler Bate vs. Wolfgang                             | Tyler Bate            | Halve finale.                                               | [ 4 ] |
| 8   | Neville vs. Tommy End                               | Neville               | Een-op-een match.                                           | [ 4 ] |
| 9   | Tyler Bate vs. Pete Dunne                           | Tyler Bate (nc)       | Finale voor het inaugurele WWE United Kingdom Championship. | [ 2 ] |